# La Russie en 1839
La Russie en 1839 est un ouvrage d'Astolphe de Custine publié en mai 1843 qui relate le voyage que l'auteur a fait en Russie, de juin à septembre 1839, au cours duquel il a eu l'occasion de visiter Saint-Pétersbourg, Moscou, Iaroslavl, Vladimir, et brièvement, Nijni Novgorod avant de revenir à Saint-Pétersbourg, via Moscou.

## Résumé
Grâce aux recommandations recueillies avant son voyage et à la renommée de sa famille (son grand-père, Adam Philippe de Custine, et son père ont été guillotinés pendant la Révolution française), Custine a pu rencontrer un certain nombre de hauts personnages, comme le tsar Nicolas Ier et son épouse, mais aussi l'ambassadeur de France, Prosper de Barante, ce qui a permis, outre ses capacités d'observation, de dresser un tableau intéressant de la Russie, encore méconnue en Europe à cette époque. Custine la présente comme un pays arriéré, aux routes désastreuses et aux hôtels pouilleux. Surtout, il la voit gouvernée par la peur et la violence, et accuse le régime tsariste. Il annonce aussi la place prépondérante qu'aura la Russie.
Bien que présentée comme un recueil de lettres écrites pendant son voyage, La Russie en 1839 a été rédigée par Custine entre 1840 et 1842 et publiée seulement en 1843, trois ans après son séjour en Russie. Il a composé son ouvrage après son retour, au cours d'un voyage en Italie. L’ouvrage, dont des extraits ont déjà paru sous le nom de Lettres de Russie, est publié en 1843, et rencontre un grand succès auprès du public en Europe : six rééditions verront le jour. Le livre est également publié en Angleterre et en Allemagne, mais interdit en Russie. Outre la qualité des observations de Custine, ce succès résulte de l'hostilité d'une grande partie de l'opinion publique à l'égard de la politique étrangère russe. Depuis le congrès de Vienne, la Russie était en effet devenue « le gendarme de l'Europe »  et la politique de Nicolas Ier était résolument réactionnaire.
La critique est nettement moins favorable au livre mais lui reproche principalement son absence de structure (digressions incessantes), défaut reconnu par l'auteur lui-même. En Russie, le livre est interdit après avoir été brièvement autorisé. Ses critiques déplaisent fortement à Saint-Pétersbourg. Nicolas Ier, outré par la « trahison » de Custine qu'il avait reçu en audience, commande plusieurs démentis maladroits. Le tsar aurait aussi tenté, en vain, de convaincre Honoré de Balzac, lors de son passage à Saint-Pétersbourg en 1843, de récuser Custine. La plupart des réformateurs russes (tels que Vissarion Belinski) accueillent La Russie en 1839 comme une critique intéressante, bien qu'imparfaite, du régime, et le livre se met à circuler sous le manteau en Russie où il ne cessera jamais d'être imprimé clandestinement.

## Redécouverte
Juste après la Seconde Guerre mondiale, au moment de la guerre froide, on remarque que les jugements de Custine sur la Russie impériale sont transposables à la Russie soviétique, et La Russie en 1839 sort de l'oubli dans lequel elle était tombée, pendant plus d’un siècle. Des chercheurs américains établissent des parallèles entre le régime policier de la Russie de Nicolas Ier et le régime communiste de l'URSS de Staline. Dans sa biographie de Staline datant de 1935, Boris Souvarine se référait déjà maintes fois aux analyses de Custine pour caractériser, un siècle plus tard, le système stalinien. 

On a rapproché La Russie en 1839 de De la démocratie en Amérique, publiée quelques années auparavant par Tocqueville. Les deux œuvres ont en commun leur caractère visionnaire. La démarche sensible de Custine n'a cependant rien de commun avec celle, scientifique, de Tocqueville. Il s’agit d’une collection de détails sur les mœurs de la Cour, de l’aristocratie et de la haute bourgeoisie, ainsi que sur l’état de l’administration, des sciences et des coutumes populaires. L’auteur de La Russie en 1839 a « mal vu, mais bien deviné », comme il le dit lui-même, le système tsariste, ainsi que la révolution par laquelle il risquait de se terminer. La description qu'il fait de l'empereur Nicolas Ier est peu flatteuse. Il écrit entre autres : 

« Si le tsar n'a pas plus de pitié dans son cœur qu'il n'en exprime dans sa politique, je plains la Russie. En revanche si ses sentiments sont supérieurs à ses actes, je plains le tsar. »

Des extraits de La Russie en 1839 ont été publiés sous le titre Lettres de Russie, ce qui explique que l'ouvrage de Custine soit souvent dénommé de cette façon.  En 1996, le premier texte intégral en russe de ce livre a été publié à Moscou en deux volumes.